# Sarah Thonig
Sarah Agrippine Thonig (ur. 16 lutego 1992 w Monachium) – niemiecka aktorka teatralna, filmowa i telewizyjna.

## Wybrana filmografia
- 2004: Salzburger Land (Imagefilm)
- 2005: Heiraten macht mich nervös (Fernsehfilm)
- 2012: Dahoam is Dahoam (Fernsehserie)
- 2012: Lebenslänglich Mord – „Die kleine Königin“
- 2014: Hotel 13 (Fernsehserie, 49 Episoden – Hauptrolle Liv Sonntag)
- 2014: Aktenzeichen XY … ungelöst (Fernsehserie, eine Episode)
- 2014: To, co najważniejsze (Fernsehserie, Gastrolle Susi Carstens)
- 2015: Burza uczuć (Fernsehserie, Gastrolle Becky McPherson)
- 2015: Der Alte - Die Puppenspieler
- seit 2015: Die Rosenheim-Cops (Fernsehserie)
- 2017: Wilsberg (Fernsehserie, „Die fünfte Gewalt“, Gastrolle)